# Bifrenaria
Genre
Classification phylogénétique
Bifrenaria est un genre de plantes de la famille des Orchidaceae.

## Étymologie
Le nom du genre vient du latin bi (deux) et frenum (bande), par référence aux deux bandes rejoignant les pollinies.

## Répartition
Amérique du Sud

## Liste d'espèces
Selon BioLib (11 octobre 2021) :
- Bifrenaria atropurpurea Lindl.
- Bifrenaria aureofulva Lindl.
- Bifrenaria calcarata Barb.Rodr.
- Bifrenaria charlesworthii Rolfe
- Bifrenaria clavigera Rchb.f.
- Bifrenaria grandis (Kraenzl.) Garay
- Bifrenaria harrisoniae (Hook.) Rchb.f.
- Bifrenaria inodora Lindl.
- Bifrenaria leucorhoda Rchb.f.
- Bifrenaria longicornis Lindl.
- Bifrenaria mellicolor Rchb.f.
- Bifrenaria racemosa (Hook.) Lindl.
- Bifrenaria silvana V.P.Castro
- Bifrenaria stefanae V.P.Castro
- Bifrenaria steyermarkii (Foldats) Garay & Dunst.
- Bifrenaria tetragona (Lindl.) Schltr.
- Bifrenaria tyrianthina (Lodd. ex Loudon) Rchb.f.
- Bifrenaria venezuelana C.Schweinf.
- Bifrenaria verboonenii G.A.Romero & V.P.Castro
- Bifrenaria vitellina (Lindl.) Lindl.
- Bifrenaria wittigii (Rchb.f.) Hoehne

Selon World Checklist of Selected Plant Families (WCSP) (11 octobre 2021) :
- Bifrenaria atropurpurea Lindl. (1832)
- Bifrenaria aureofulva (Hook.) Lindl. (1843)
- Bifrenaria calcarata Barb.Rodr. (1882)
- Bifrenaria charlesworthii Rolfe (1894)
- Bifrenaria diamantinensis Campacci & Rosim (2020)
- Bifrenaria grandis (Kraenzl.) Garay (1958)
- Bifrenaria harrisoniae (Hook.) Rchb.f. (1855)
- Bifrenaria inodora Lindl. (1843)
- Bifrenaria leucorrhoda Rchb.f. (1859)
- Bifrenaria longicornis Lindl. (1838)
- Bifrenaria mellicolor Rchb.f., Gard. Chron., n.s. (1878)
- Bifrenaria parthonii (Dumort.) Ormerod (2019)
- Bifrenaria racemosa (Hook.) Lindl. (1843)
- Bifrenaria silvana V.P.Castro (1991)
- Bifrenaria stefanae V.P.Castro (1991)
- Bifrenaria steyermarkii (Foldats) Garay & Dunst. (1976)
- Bifrenaria tetragona (Lindl.) Schltr. (1914)
- Bifrenaria tyrianthina (Lodd. ex Loudon) Rchb.f., Xenia Orchid. 1: 61, 223 (1854)
- Bifrenaria venezuelana C.Schweinf. (1965)
- Bifrenaria verboonenii G.A.Romero & V.P.Castro (2000)
- Bifrenaria vitellina (Lindl.) Lindl. (1843)
- Bifrenaria wittigii (Rchb.f.) Hoehne, Fl. Brasílica 10(12 (1953)

Selon NCBI (11 octobre 2021) :
- Bifrenaria atropurpurea Lindl.
- Bifrenaria aureofulva Adipe aureofulva (Lindl.) M.Wolff
- Bifrenaria calcarata Barb.Rodr., non (Vell.) V.P.Castro
- Bifrenaria charlesworthii Rolfe
- Bifrenaria clavigera Rchb.f.
- Bifrenaria harrisoniae (Hook.) Rchb.f.
- Bifrenaria inodora Lindl.
- Bifrenaria leucorrhoda
- Bifrenaria longicornis Lindl.
- Bifrenaria mellicolor Rchb.f.
- Bifrenaria stefanae V.P.Castro, 1991
- Bifrenaria tetragona (Lindl.) Schltr.
- Bifrenaria tyrianthina (Lodd. ex Loudon) Rchb.f.
- Bifrenaria venezuelana C.Schweinf.
- Bifrenaria vitellina (Lindl.) Lindl.
- Bifrenaria wittigii (Rchb.f.) Hoehne

Selon The Plant List (11 octobre 2021) :
- Bifrenaria atropurpurea Lindl.
- Bifrenaria aureofulva Lindl.
- Bifrenaria calcarata Barb.Rodr.
- Bifrenaria charlesworthii Rolfe
- Bifrenaria clavigera Rchb.f.
- Bifrenaria grandis (Kraenzl.) Garay
- Bifrenaria harrisoniae (Hook.) Rchb.f.
- Bifrenaria inodora Lindl.
- Bifrenaria leucorhoda Rchb.f.
- Bifrenaria leucorrhoda Rchb. f.
- Bifrenaria longicornis Lindl.
- Bifrenaria mellicolor Rchb.f.
- Bifrenaria racemosa (Hook.) Lindl.
- Bifrenaria silvana V.P.Castro
- Bifrenaria stefanae V.P.Castro
- Bifrenaria steyermarkii (Foldats) Garay & Dunst.
- Bifrenaria tetragona (Lindl.) Schltr.
- Bifrenaria tyrianthina (Lodd. ex Loudon) Rchb.f.
- Bifrenaria venezuelana C.Schweinf.
- Bifrenaria verboonenii G.A.Romero & V.P.Castro
- Bifrenaria vitellina (Lindl.) Lindl.
- Bifrenaria wittigii (Rchb.f.) Hoehne

Selon Tropicos (11 octobre 2021) (Attention liste brute contenant possiblement des synonymes) :
- Bifrenaria albiflora Barb. Rodr.
- Bifrenaria atropurpurea Lindl.
- Bifrenaria aurantiaca Lindl.
- Bifrenaria aurea Barb. Rodr.
- Bifrenaria aureofulva (Hook.) Lindl.
- Bifrenaria bella Lem.
- Bifrenaria bicornaria Rchb. f.
- Bifrenaria calcarata Barb. Rodr.
- Bifrenaria caparaoensis Brade
- Bifrenaria charlesworthii Rolfe
- Bifrenaria chloroleuca Barb. Rodr.
- Bifrenaria clavigera Rchb. f.
- Bifrenaria dallemagnei R.H. Torr.
- Bifrenaria diamantinensis Campacci & Rosim
- Bifrenaria floribunda (Schltr.) C. Schweinf.
- Bifrenaria fragrans Barb. Rodr.
- Bifrenaria fuerstenbergiana Schltr.
- Bifrenaria grandis (Kraenzl.) Garay
- Bifrenaria hadwenii Lindl.
- Bifrenaria harrisoniae (Hook.) Rchb. f.
- Bifrenaria inodora Lindl.
- Bifrenaria leucopetala Barb. Rodr.
- Bifrenaria leucorhoda Rchb. f.
- Bifrenaria leucorrhoda Rchb. f.
- Bifrenaria lindmaniana Kraenzl.
- Bifrenaria longicornis Lindl.
- Bifrenaria magnicalcarata (Hoehne) Pabst
- Bifrenaria maguirei C. Schweinf.
- Bifrenaria melanopoda Klotzsch
- Bifrenaria mellicolor Rchb. f.
- Bifrenaria minuta Garay
- Bifrenaria parthonii (Dumort.) Ormerod
- Bifrenaria parvula (Hook.) Rchb. f.
- Bifrenaria petiolaris (Schltr.) G.A. Romero & Carnevali
- Bifrenaria pickiana Schltr.
- Bifrenaria picta (Schltr.) C. Schweinf.
- Bifrenaria purpurascens Hook.
- Bifrenaria racemosa (Hook.) Lindl.
- Bifrenaria sabulosa Barb. Rodr.
- Bifrenaria saxicola (Schltr.) C. Schweinf.
- Bifrenaria secunda (Jacq.) Pabst
- Bifrenaria silvana V.P. Castro
- Bifrenaria stefanae V.P. Castro
- Bifrenaria steyermarkii (Foldats) Garay & Dunst.
- Bifrenaria tetragona (Lindl.) Schltr.
- Bifrenaria tyrianthina (Loudon) Rchb. f.
- Bifrenaria venezuelana C. Schweinf.
- Bifrenaria verboonenii G.A. Romero & V.P. Castro
- Bifrenaria villosula Brade
- Bifrenaria vinosa Barb. Rodr.
- Bifrenaria vitellina (Lindl.) Lindl.
- Bifrenaria wageneri Rchb. f.
- Bifrenaria wendlandiana (Kraenzl.) Cogn.
- Bifrenaria wittigii (Rchb. f.) Hoehne